# Módos Péter (birkózó)
Módos Péter (Szigetvár, 1987. december 17. –) magyar birkózó.
Öt évesen Szigetváron kezdett birkózni. 13 évesen a KSI versenyzője lett. 2003-ban a skopjei ifjúsági szabadfogású Európa-bajnokságon 15. volt 42 kg-ban. A következő évben ugyanebben a korosztályban, de a kötöttfogásúak között szerzett bronzérmet. 2005-ben a felnőtt ob-n volt 5. helyezett. A juniorok között Európa-bajnoki és világbajnoki bronzérmet nyert.
2006-ban junior Európa-bajnok lett. A korosztály világbajnokságon újra bronzérmes volt. A következő évben már 55 kg-ban második lett a felnőtt magyar bajnokságon. A junior Eb-n megvédte elsőségét. A junior világbajnokságon 21. volt. 2008-ban megnyerte első felnőtt magyar bajnoki címét. A felnőtt Európa bajnokságon harmadik lett. Az olimpiai kvalifikációs versenyen kivívta az olimpiai szereplés lehetőségét. Három nappal az olimpiára történő elutazás előtt egy bakteriális fertőzés miatt vérmérgezése lett. Emiatt le kellett mondani az ötkarikás szereplésről.
2009-ben váll- és térdoperáción esett át. Emiatt kihagyta az Európa-bajnokságot. Ebben az évben ismét magyar bajnok lett. A világbajnokságon 21. helyen végzett. 2010-ben 60 kg-ban nyert országos bajnokságot. 55 kg-ban harmadik lett az Eb-n. A világbajnokságon 5. volt. 2011 februárjában ismét vállműtétet hajtottak végre rajta, ezért az Eb-n nem tudott elindulni. A világbajnokságon ismét ötödik volt, amivel kvalifikálta magát az olimpiára.
A 2012-es Európa-bajnokságon második helyezett lett. A 2012-es londoni olimpián a második mérkőzésén vereséget szenvedett az ötszörös világbajnok és a későbbi győztes Hamid Szórjántól. A visszamérkőzések során bronzérmet szerzett.
2013 januárjában a Szigetvári BSE-ből a Kertváros SE-be igazolt A budapesti világbajnokságon bronzérmes lett.
2015 márciusában bejelentette, hogy bal vállát műteni kell, így a teljes évet kihagyja.

## Díjai, elismerései
- Magyar Arany Érdemkereszt (2012)
- Junior Prima díj (2012)